# Rheintalhaus
Rheintalhaus (česky „Dům v údolí Rýna“) nebo Rheintalhof (česky „Dvůr v údolí Rýna“) je tradiční forma venkovského domu v západorakouském Dornbirnu a okolních obcích ve vorarlberském údolí Rýna. Tento typ domů byl postaven ve druhé polovině 17. a v průběhu 18. století.

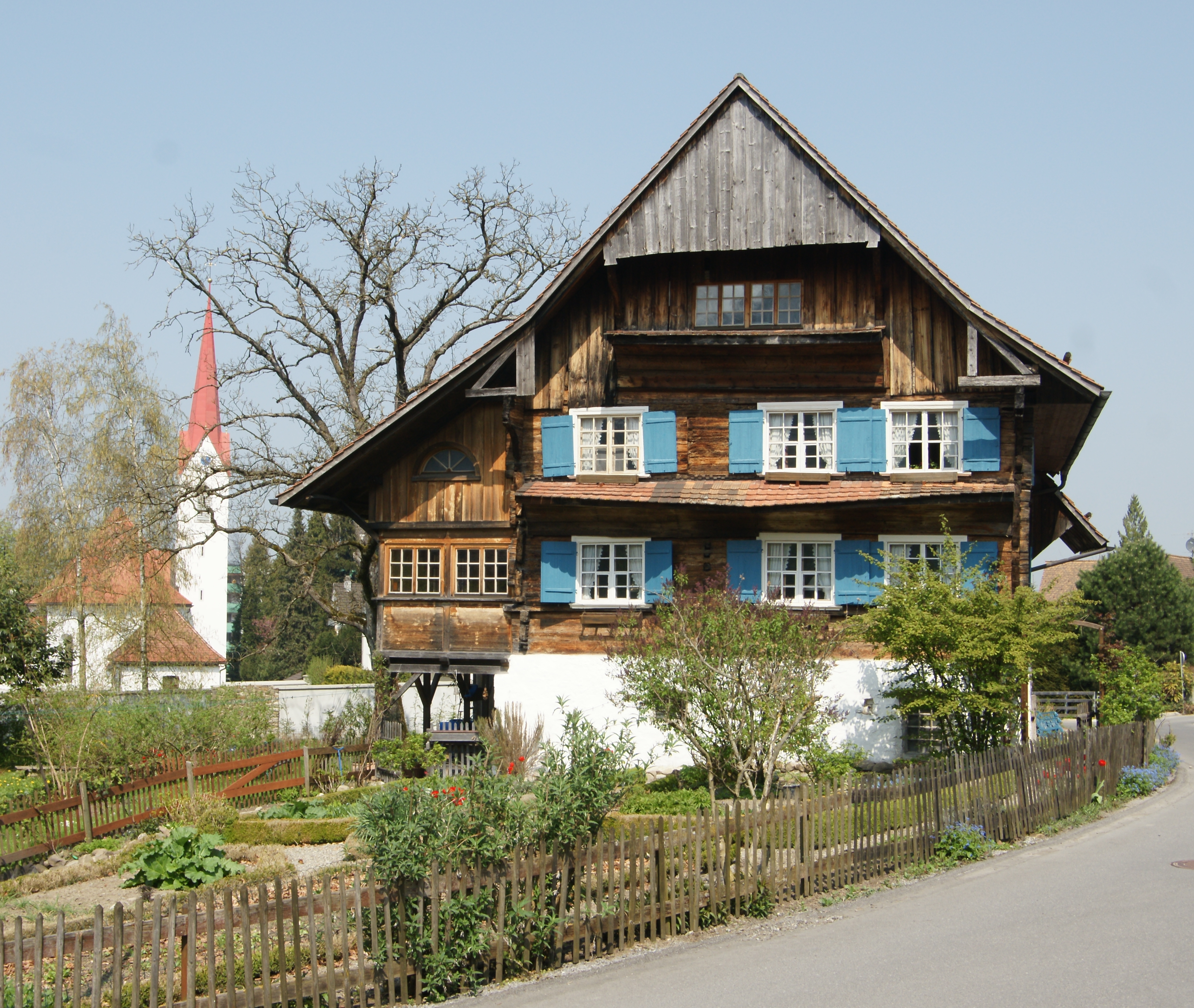
Dům ve stylu Rheintalhaus s podloubím (vlevo) na Mitteldorfgasse 10 v Dornbirnu, pravděpodobně z 18. století

## Stavební vlastnosti

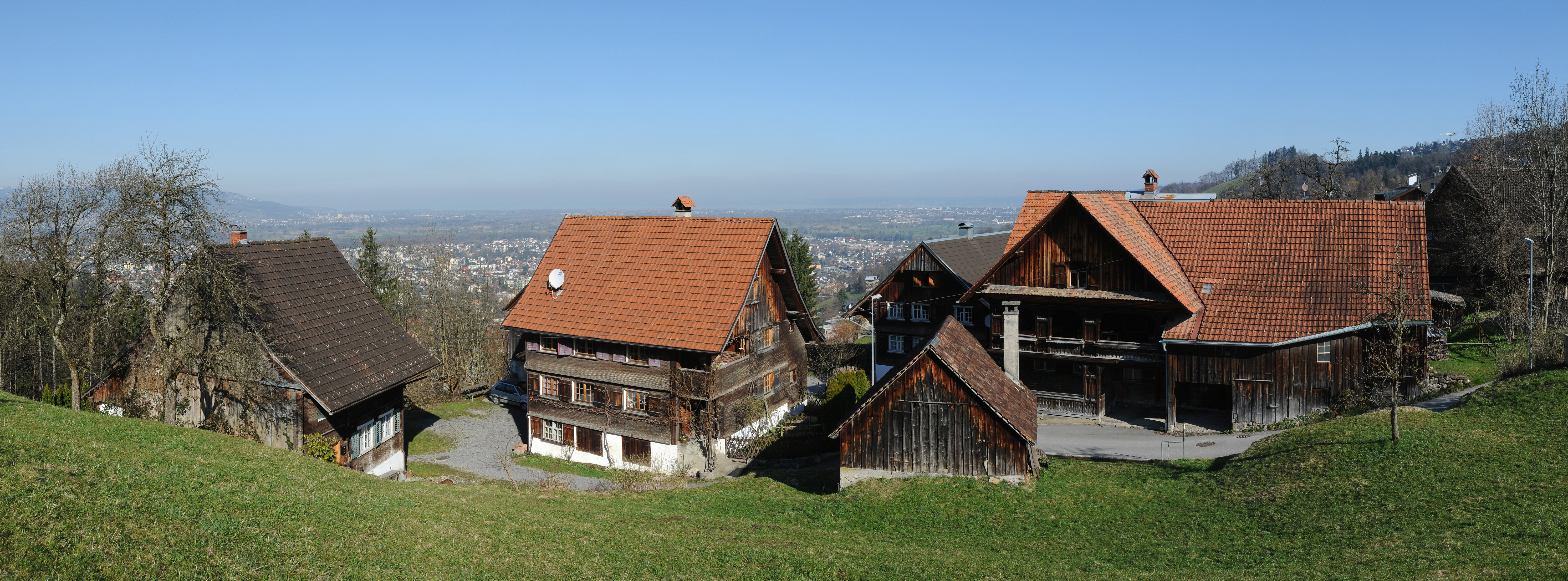
Osada Häfenberg nad Dornbirnem se čtyřmi památkově chráněnými domy ve stylu Rheintalhaus

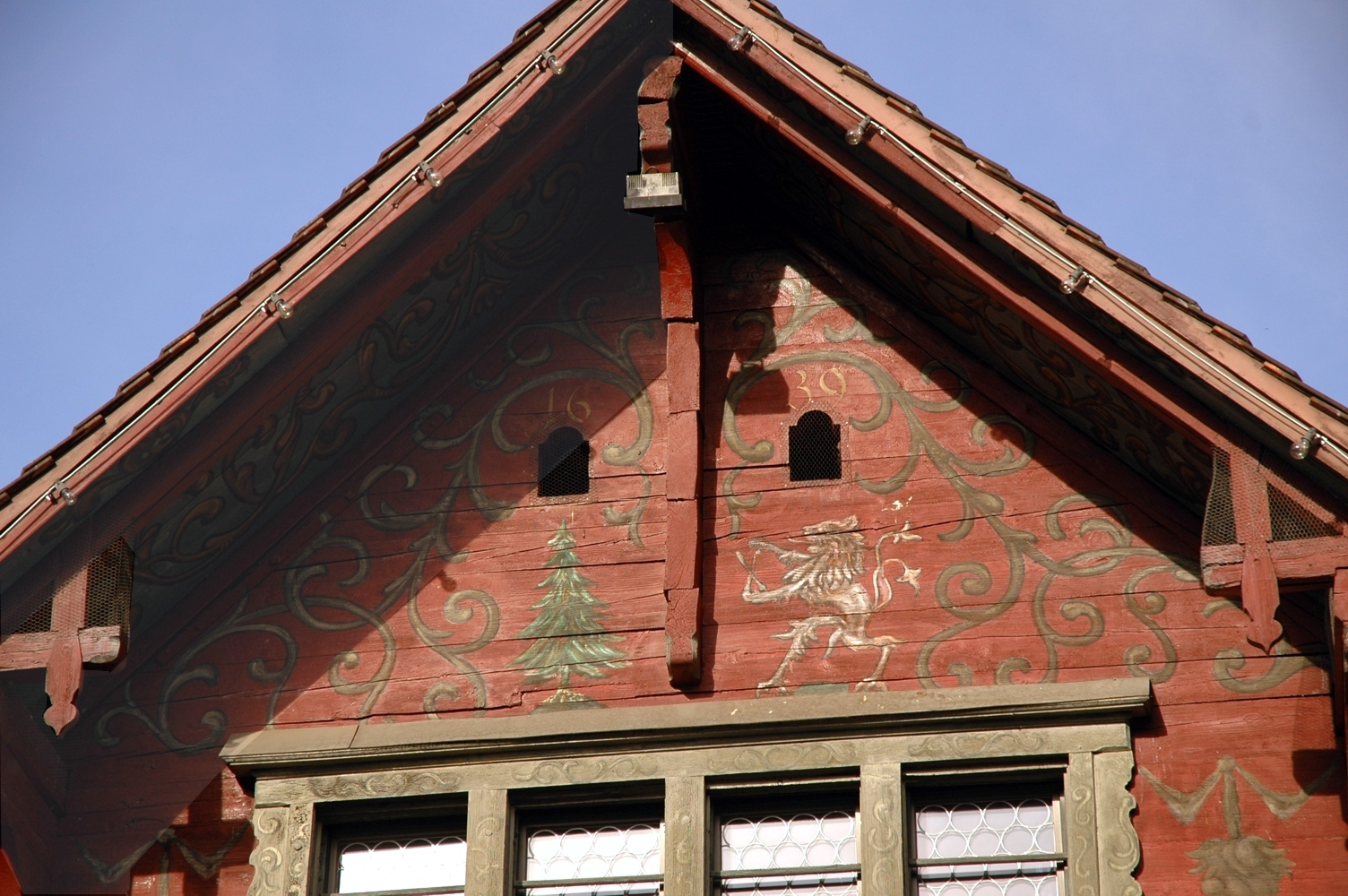
Kleštinový trojúhelník na Červeném domě v Dornbirnu

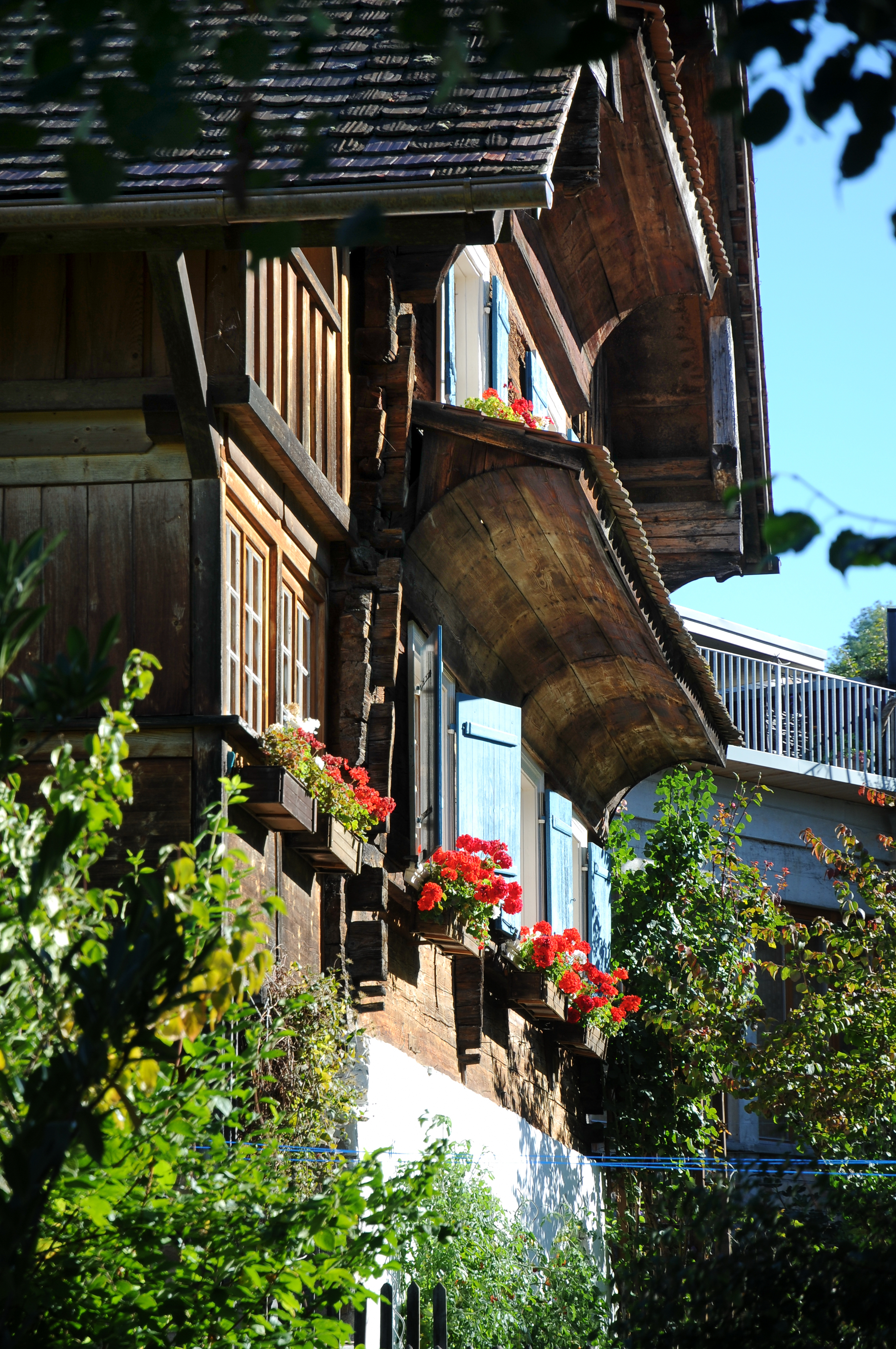
Drážkované podhledy štítových stříšek na Mitteldorfgasse 10 v Dornbirnu

Rheintalhaus je stavěný jako roubená stavba, což je charakteristický a převládající typ staveb pro střední a východní Alpy. Při původním stavebním postupu výstavby těchto domů, který byl běžný před rokem 1800, byly patrné vyčnívající trámové hlavy v rozích a tam, kde se vnitřní stěny stýkají s vnější zdí. V průběhu posledních 100 až 150 let byly četné pohledové dřevěné stěny původních roubených domů opatřeny dřevěným šindelem nebo omítnuty a také vyčnívající hlavice trámů byly odříznuty. Suterén je zděný částečně býval využíván jako tkalcovský sklep.
Rheintalhaus lze charakterizovat různými vlastnostmi:
- Převážná většina těchto domů má šikmou střechu se zalomeným spodním lemem, který má menší sklon. Toho je dosaženo pomocí nástavby krovu.[1] Dochovalo se také několik exemplářů s plochou sedlovou střechou.[4] Tyto střechy bývaly dříve pokryty prkenným šindelem a zatíženy velkými kameny. Krátce před rokem 1600 byl v Lutychu vynalezen nový způsob, výroby hřebíků, tzv. štípání, místo aby se museli kovat kladivem. Takto vyrobené hřebíky byly původně využivány ke stavbě lodí v Holandsku. Ve druhé polovině 17. století došlo k poklesu cen těchto hřebíků a k jejich využívání ke stavbě domů. Byly tak postaveny první majestátní domy se strmými střechami probitými hřebíky.[5] Původní dřevěné šindely byly postupně nahrazeny pálenými taškami.

Převislé šikmé střechy měly časem tendenci klouzat do stran. Kleštinové trojúhelníky se postaraly o nápravu vyztužením vyčnívajících krokví vaznicovými oblouky.
- Charakteristickými znaky jsou dvojitě uspořádaná okna a často nad spodními patry vyčnívající štítové patro.[6] Na přízemní úrovni chrání kamenné sokly před povodněmi.[7]
- Štítové stříšky vznikly v 16. století v kantonu Schwyz ve Švýcarsku. Chrání před srážkami, v létě zastíní okna při silném slunečním svitu[5] a staly se také typickým znakem domů ve stylu Rheintalhaus.[6][8] Původně byly stříšky velmi jednoduché s odkrytou podhledovou stranou, později začala být podhledová strana těchto stříšek stavěna jako konkávní (vydutá) a bohatě zdobená.[5]
- Prostorové členění domů Rheintalhaus je jednotné. Součástí domu je hlavní vytápěná světnice a vedlejší místnost, která často sloužila jako ložnice rodičů, a dále kuchyně v zadní části domu. Vchod do domu je zpravidla na okapové straně. Z kuchyně vede schodiště do horního patra, které má stejný půdorys jako spodní patro. V horním patře jsou většinou umístěny ložnice dětí.[2] Stájová stodola je k obytnému domu přistavěna ve stejné hřebenové výšce.[1]

## Galerie

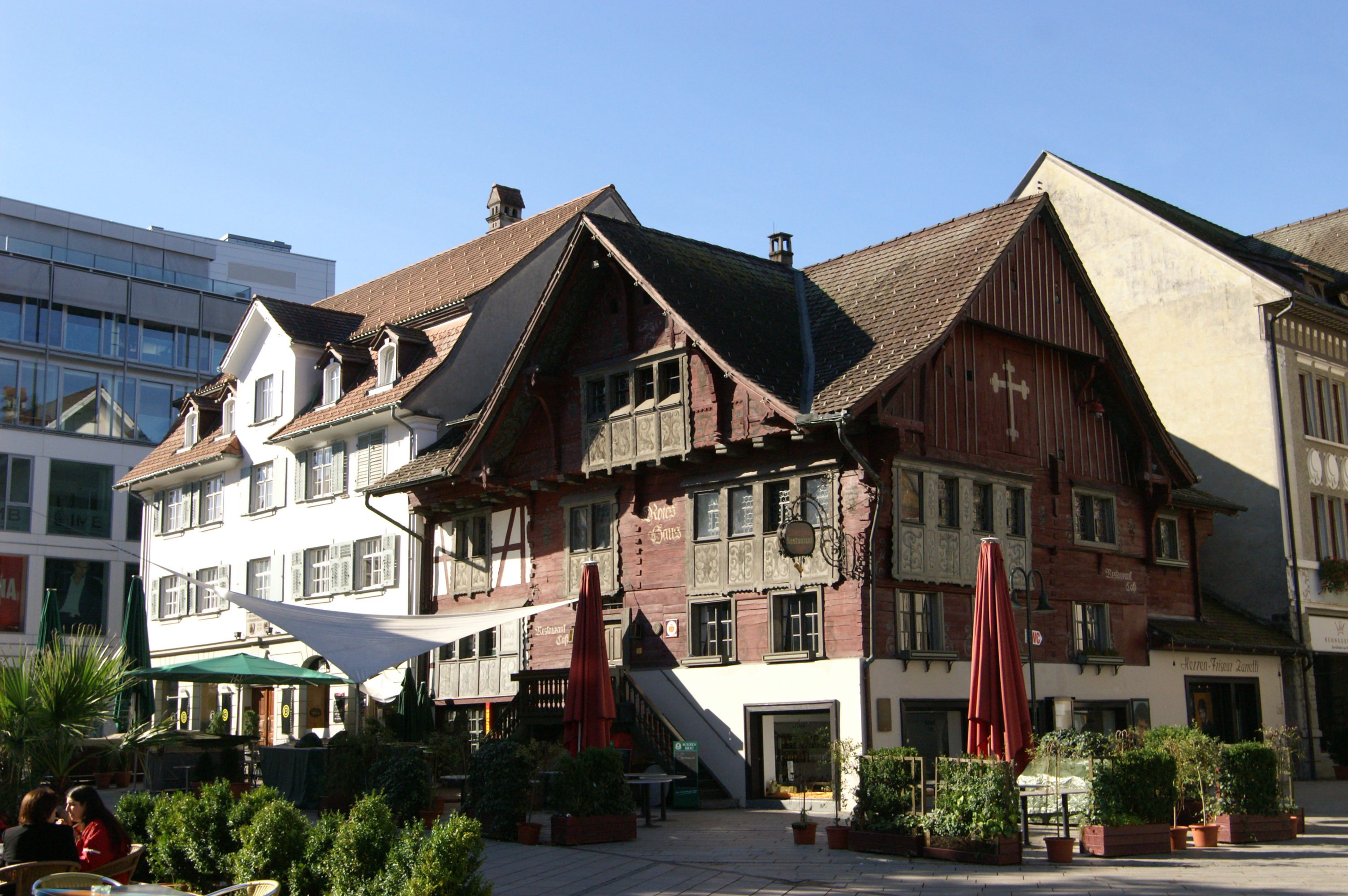
Červený dům, postavený v roce 1639, je dominantou Dornbirnu a nejstarším domem ve stylu Rheintalhaus ve městě
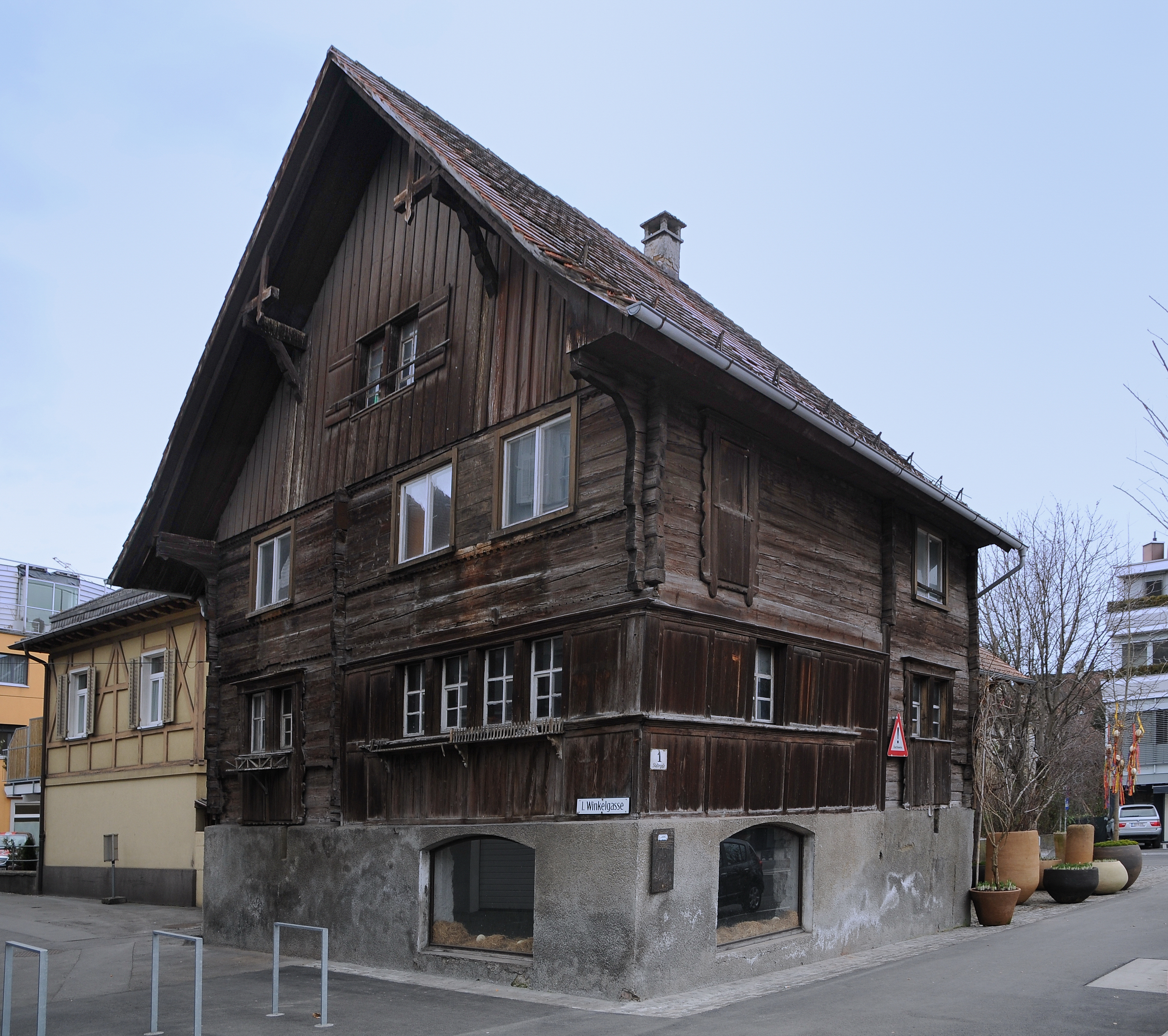
Dům na Klostergasse 1 v Dornbirnu pochází z doby kolem roku 1700
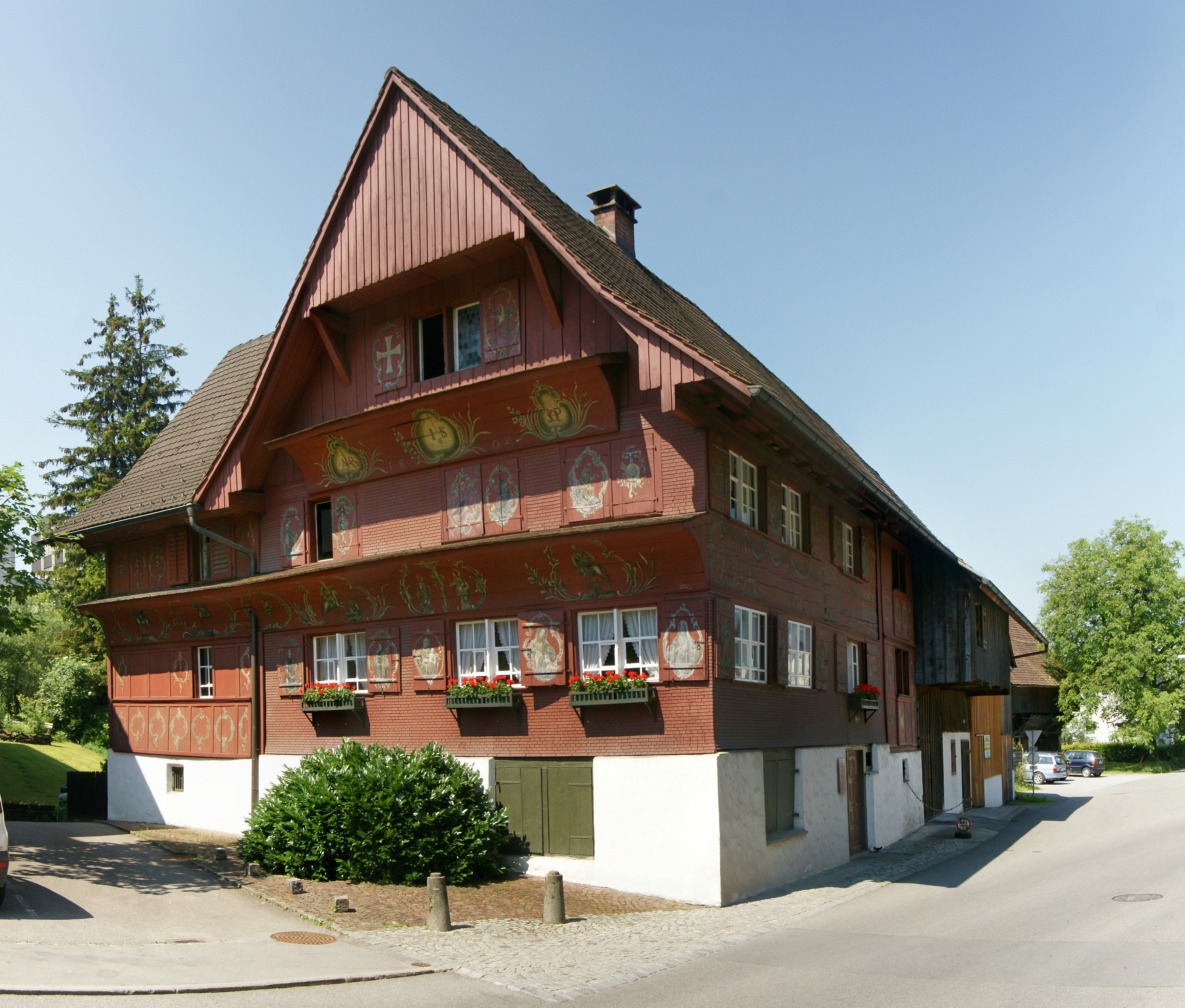
Loackerhaus v Dornbirnu s rokokovými malbami na spodní straně štítových stříšek
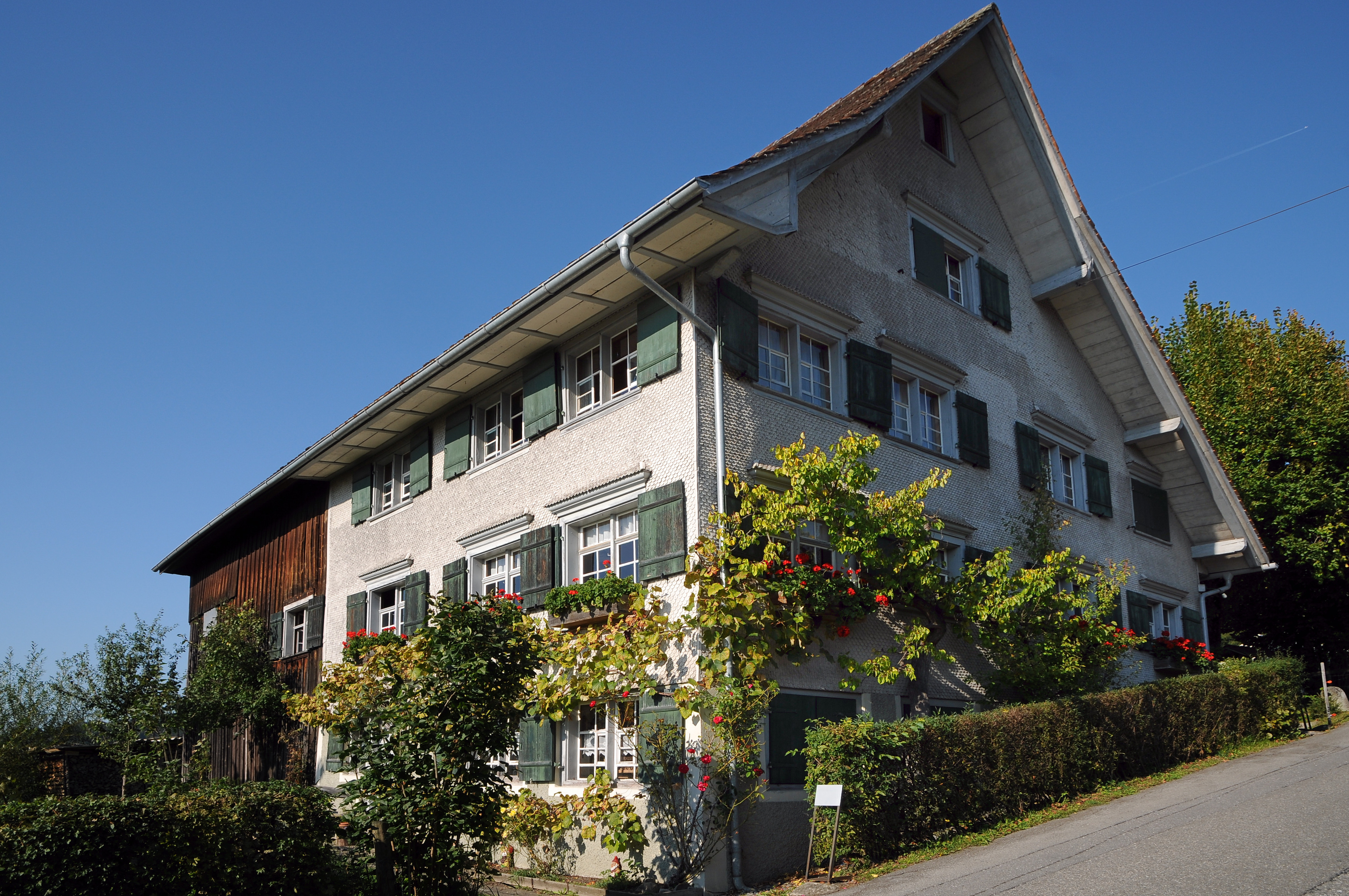
Vlastivědné muzem ve Schwarzachu sídlí v domě Hermann-Dür-Haus z poloviny 19. století
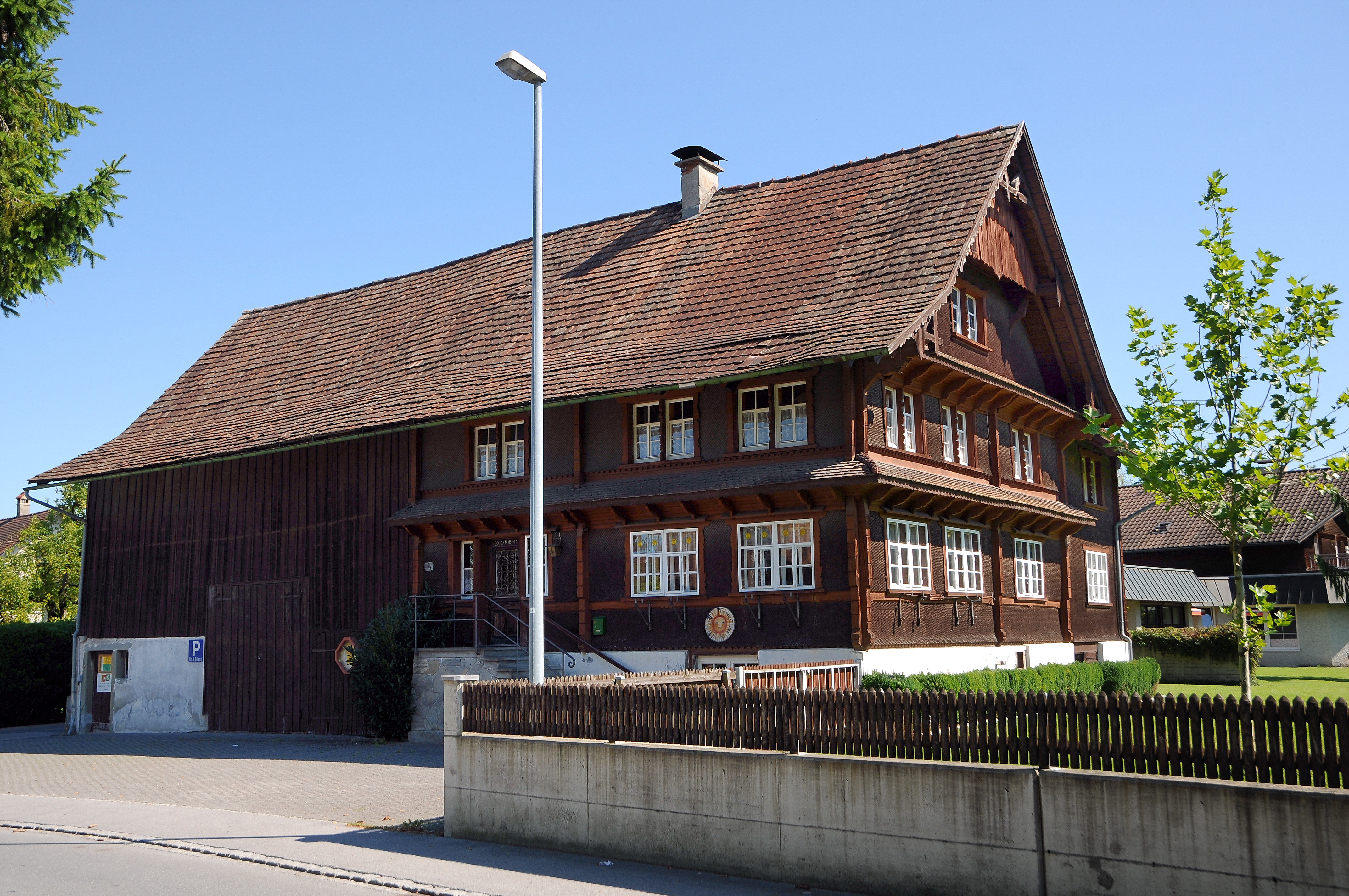
Rheintalhaus z druhé poloviny 18. století na Staldenstraße 4 v Lustenau
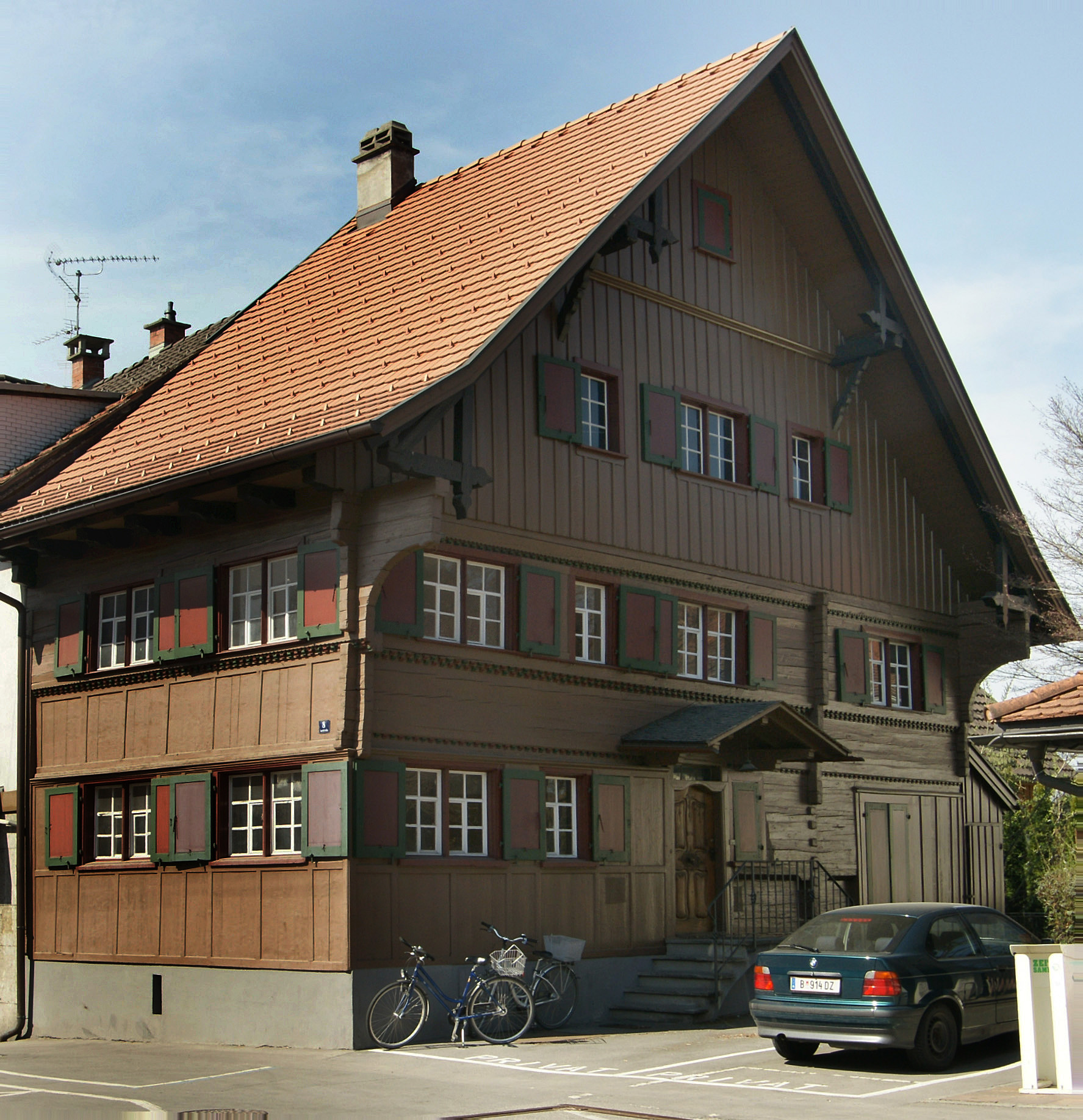
Budova ze 17. století s lisovanými římsami na ulici Landstraße v Hardu
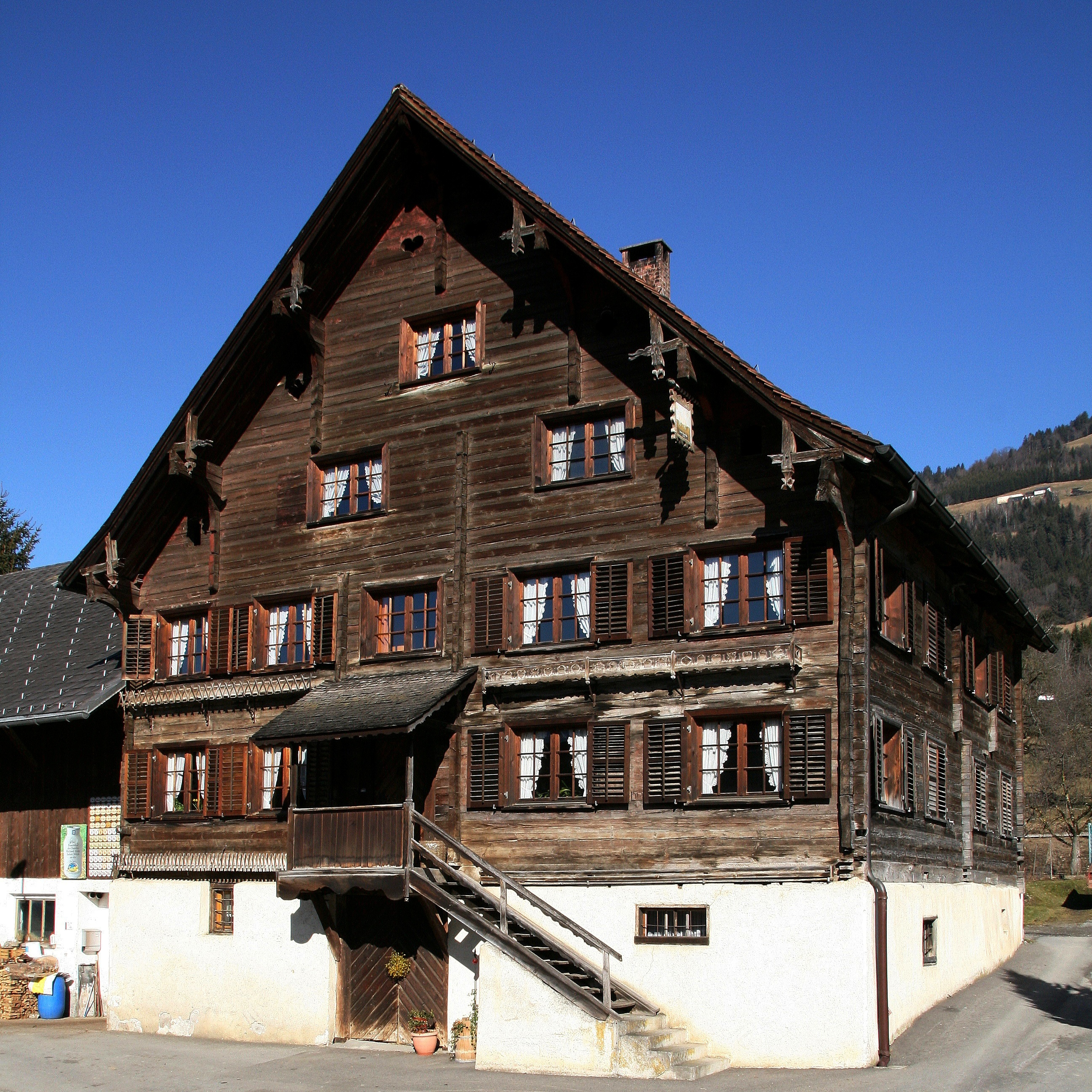
Rheintalhof ve Schnifis. Nad dveřmi do sklepa se nachází dřevěné schodiště do krytého vchodu
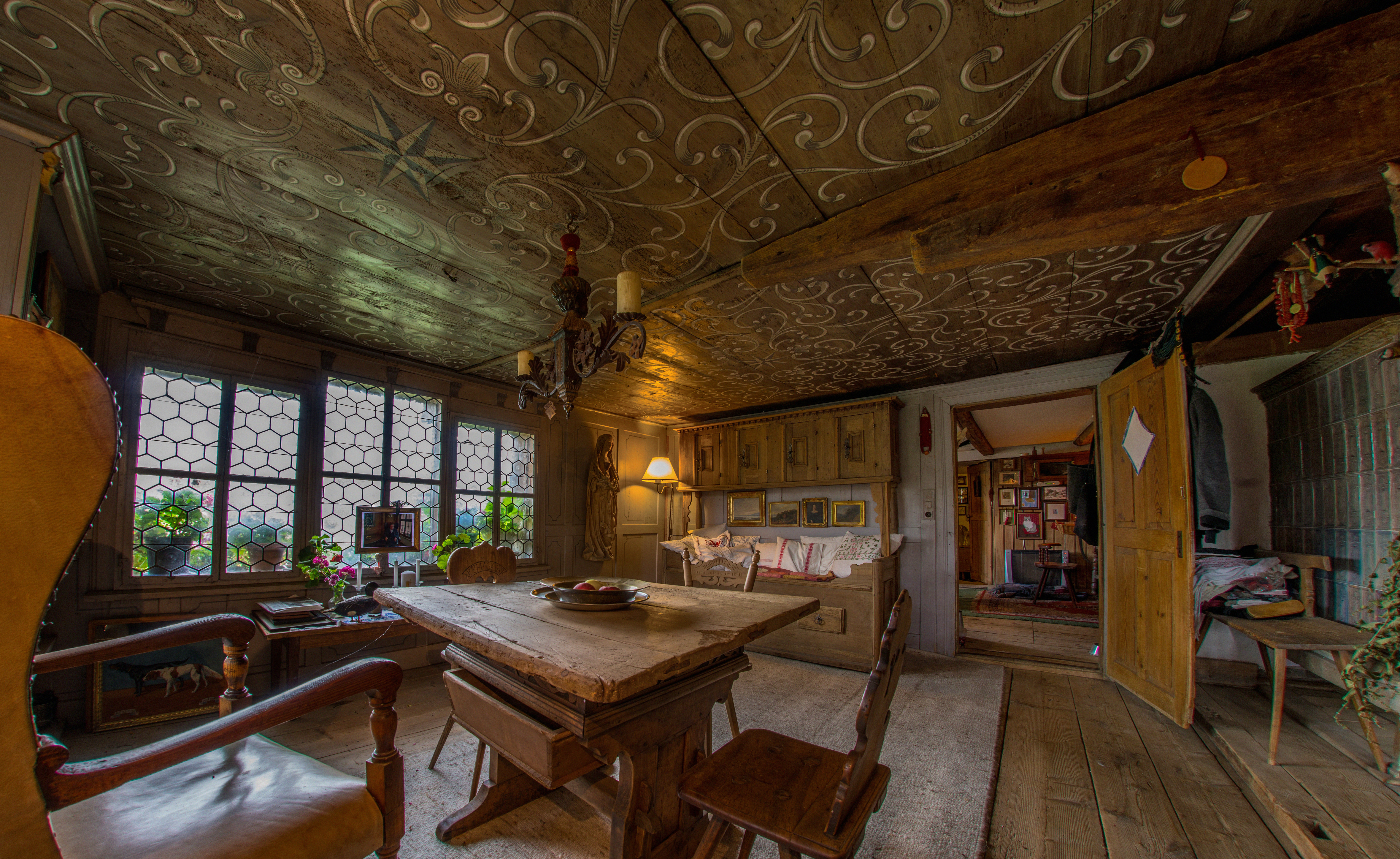
Světnice v Siebers Hus. Jedná se o dům ve stylu Rheintalhaus ze 17. století (obec Meiningen)